# Mike Zonneveld
Mike Zonneveld (Leida, 27 ottobre 1980) è un ex calciatore olandese, di ruolo difensore.

## Carriera
Cresciuto nelle giovanili dell'Ajax, non ha mai debuttato nella prima squadra del team dei Lancieri. Prima d'approdare al PSV, ha giocato nel Go Ahead Eagles, nel N.E.C. e nel NAC Breda.

### Palmarès
- Campionato olandese: 1

PSV: 2007-2008
- Supercoppa dei Paesi Bassi: 1

PSV: 2008